# Reghin
Reghin (rumæmsk udtale: [ˈreɡin]; ungarsk: Szászrégen, ungarsk udtale: [ˈsaːsreːɡɛn]  ( hør) eller Régen; tysk: (Sächsisch) Regen eller Sächsisch-Reen; Transylvansk Saksiski: Reen) er en by i distriktet Mureș i Transsylvanien, i det centrale Rumænien, ved floden Mureș. Byen har 29.742 (2021) indbyggere.

## Beliggenhed
Reghin ligger 32 km nord-nordøst for distriktets administrationsby Târgu Mureș, og strækker sig på begge bredder af floden Mureș, ved sammenløbet med Gurghiu-floden. Den blev oprettet ved sammenlægningen i 1926 af den tysk beboede (tidligere Szászrégen) og den ungarsk beboede (tidligere Magyarrégen) by, og senere blev den forenet med de to mindre samfund Apalina (ungarsk: Abafája; tysk: Bendorf) og Iernuțeni (ungarsk: Radnótfája; tysk: Etschdorf), som kom til i 1956. Formelt set er de to sidstnævnte to separate landsbyer, der administreres af byen.
Byen ligger på de Rumænske jernbaners strækning Târgu Mureș-Deda-Gheorgheni, på linje 405.

## Galleri
- Bypark
- Centrum af byen
- Reformeret kirke
- Plakette til ære for de ungarske helte fra Første Verdenskrig ved den reformerte kirke
- Velkomstmonument ved indkørslen til byen
- Violinen bruges som  symbol for Reghin